# タチアナ・トロク
タチアナ・トロク（ロシア語: Толок, Татьяна Алексеевна、ラテン文字転写: Tatiana Tolok、旧姓カドチキナ〈ロシア語: Кадочкина、ラテン文字転写: Kadochkina〉、2003年3月21日 - ）は、ロシアの女子バレーボール選手。ポジションはアウトサイドヒッター。ロシア代表。

## 来歴

### クラブチーム
オレンブルク出身。ディナモ・カザンの下部クラブであるDeinamo-UORでのプレーを経て2018年、ディナモ・カザンへ入団。中心選手として活躍し、2020/21シーズンのロシアスーパーリーグで3位となった。2021/22シーズンはロシアスーパーリーグで4位、欧州チャンピオンズリーグで5位となった。2022年5月、ロコモティブ・カリーニングラードへの移籍が発表され、2022/23シーズンはロシアスーパーリーグで準優勝し、自身はベストサーバー部門でトップの活躍をみせた。2023/24シーズンのロシアスーパーリーグでは2年連続で準優勝となった。

### 代表チーム
アンダーカテゴリーの代表として2017年、U-16欧州選手権で銀メダルを獲得しMVPを受賞した。同年、アルゼンチンで開催されたU-19世界選手権に出場し銅メダルを獲得した。2018年、U-19欧州選手権に出場し銀メダルを獲得した。2019年、メキシコで開催されたU-19世界選手権に出場した。2021年、シニア代表に初選出され、同年9月の欧州選手権に出場した。

## 人物
父のアレクセイ・カドチキンもバレーボール選手だった。
2022年12月にバレーボール選手のDenis Tolokと結婚した。登録名をタチアナ・トロクへ変更した。

## 球歴
- 欧州選手権 - 2021年

## 所属クラブ
- ディナモ・カザン（2018-2022年）
- ロコモティブ・カリーニングラード（2022-2024年）
- イゴール・ゴルゴンゾーラ・ノヴァーラ（2024年-）